# Twin Falls
Twin Falls is een plaats (city) in het zuiden van de Amerikaanse staat Idaho. De stad is de hoofdplaats van Twin Falls County.

## Demografie
Bij de volkstelling in 2000 werd het aantal inwoners vastgesteld op 34.469.
In 2006 is het aantal inwoners door het United States Census Bureau geschat op 40.380, een stijging van 5911 (17,1%).

## Geografie
Volgens het United States Census Bureau beslaat de plaats een oppervlakte van
31,1 km², geheel bestaande uit land. Twin Falls ligt op ongeveer 1138 m boven zeeniveau.

## Plaatsen in de nabije omgeving
De onderstaande figuur toont nabijgelegen plaatsen in een straal van 28 km rond Twin Falls.

## Geboren
- Mark Felt (17 augustus 1913), onderdirecteur van de FBI